# Volta a Espanha de 2011
A 66ª edição da Vuelta foi realizada entre os dias 20 de agosto a 11 de setembro de 2011. A prova teve início em Benidorm e a etapa final aconteceu no município de Madrid.
Foi a primeira vez em 33 anos que a Vuelta visitou o País Basco, ausência motivada pelo receio de protestos políticos.
Esta Vuelta viu a introdução de um prémio de combatividade, à semelhança do Tour de França. O ciclista mais combativo de cada etapa recebeia um número vermelho nas costas que ele usaria na etapa seguinte.
A vitória à geral foi originalmente atribuída a Juan José Cobo, que tinha uma margem de apenas 13 segundos sobre o britânico Chris Froome. Nenhum dos ciclistas fora marcado como favorito antes da corrida, e ambos haviam sido escalados como ao Vuelta como gregários dos respectivos líderes das suas equipas: Cobo para Denis Menchov e Froome para Bradley Wiggins; seus líderes de equipa terminaram em 5º e 3º, respectivamente. Cobo também ganhou a Classificação Combinada. A classificação da Montanha foi vencida pela quarta vez consecutiva pelo francês David Moncoutié. A classificação por pontos foi conquistada pelo holandês Bauke Mollema, que terminou em 4º no geral.
A 13 de junho de 2019, o órgão dirigente do ciclismo, a União Ciclista Internacional (UCI), anunciou que Cobo havia sido considerado culpado de uma violação antidopagem, de acordo com provas encontradas no seu passaporte biológico. Como resultado, a UCI penalizou-o com um período de inelegibilidade de três anos. Cobo foi oficialmente despojado do título a 18 de junho de 2019.  A 17 de julho de 2019, quando o tempo Cobo recorrer expirou, sem requerimento, a UCI reconheceu Chris Froome como o vencedor de 2011, tornando-o retroativamente o primeiro britânico a vencer uma Grande Volta. 

## Equipes
Participaram da competição 22 equipes profissionais de ciclismo.
| ProTeams | ProTeams | Professional Continental Teams                               |
| - AG2R La Mondiale - BMC Racing Team - Euskaltel-Euskadi - HTC-Highroad - Katusha - Lampre - Liquigás - Movistar Team - Omega Pharma-Lotto | - Astana - Quick-Step - Rabobank - Saxo Bank-SunGard - Team Sky - Team Garmin-Cervélo - Leopard Trek - Team RadioShack - Vacansoleil-DCM | - Cofidis - Skil-Shimano - Andalucia-Caja Granada - Geox-TMC |

## Etapas
| Etapas | Data        | Percurso                                          |          | km                 | Vencedor                  | Líder Geral       |
| ------ | ----------- | ------------------------------------------------- | -------- | ------------------ | ------------------------- | ----------------- |
| 1      | 20 agosto   | Benidorm – Benidorm                               |          | 13.5 (CR equipes)  | Leopard-Trek              | Jakob Fuglsang    |
| 2      | 21 agosto   | La Nucía – Playas de Orihuela                     |          | 175,5              | Christopher Sutton        | Daniele Bennati   |
| 3      | 22 agosto   | Petrer – Totana                                   |          | 163                | Pablo Lastras             | Pablo Lastras     |
| 4      | 23 agosto   | Baza – Sierra Nevada                              |          | 170,2              | Daniel Moreno             | Sylvain Chavanel  |
| 5      | 24 agosto   | Sierra Nevada – Valdepeñas de Jaén                |          | 187                | Joaquim Rodríguez         | Sylvain Chavanel  |
| 6      | 25 agosto   | Úbeda – Córdoba                                   |          | 193,4              | Peter Sagan               | Sylvain Chavanel  |
| 7      | 26 agosto   | Almadén – Talavera de la Reina                    |          | 185                | Marcel Kittel             | Sylvain Chavanel  |
| 8      | 27 agosto   | Talavera de la Reina – San Lorenzo de El Escorial |          | 182                | Joaquim Rodríguez         | Joaquim Rodríguez |
| 9      | 28 agosto   | Villacastín – Sierra de Bejar                     |          | 183                | Daniel Martin             | Bauke Mollema     |
| 10     | 29 agosto   | Salamanca – Salamanca                             |          | 40 (CR individual) | Tony Martin               | Chris Froome      |
|        | 30 agosto   | Descanso                                          | Descanso | Descanso           | Descanso                  | Descanso          |
| 11     | 31 agosto   | Verín – Estación de Montaña Manzaneda             |          | 171                | David Moncoutié           | Bradley Wiggins   |
| 12     | 1 setembro  | Ponteareas – Pontevedra                           |          | 160                | Peter Sagan               | Bradley Wiggins   |
| 13     | 2 setembro  | Sarria – Ponferrada                               |          | 150                | Michael Albasini          | Bradley Wiggins   |
| 14     | 3 setembro  | Astorga – La Farrapona                            |          | 173,2              | Rein Taaramäe             | Bradley Wiggins   |
| 15     | 4 setembro  | Avilés – Alto de El Angliru                       |          | 144                | Juan José Cobo Wout Poels | Juan José Cobo    |
|        | 5 setembro  | Descanso                                          | Descanso | Descanso           | Descanso                  | Descanso          |
| 16     | 6 setembro  | Villa Romana La Olmeda – Haro                     |          | 180                | Juan José Haedo           | Juan José Cobo    |
| 17     | 7 setembro  | Faustino V – Peña Cabarga                         |          | 212,5              | Chris Froome              | Juan José Cobo    |
| 18     | 8 setembro  | Solares – Noja                                    |          | 169,7              | Francesco Gavazzi         | Juan José Cobo    |
| 19     | 9 setembro  | Noja – Bilbao                                     |          | 157,9              | Igor Antón                | Juan José Cobo    |
| 20     | 10 setembro | Bilbao – Vitoria-Gasteiz                          |          | 187                | Daniele Bennati           | Juan José Cobo    |
| 21     | 11 setembro | Circuito Permanente Del Jarama – Madrid           |          | 94                 | Peter Sagan               | Juan José Cobo    |

CR = Contra-relógio

## Evolução das Camisolas
| Etapa | Vencedor           | Classificação Geral         | Classificação dos Pontos | Classificação da Montanha | Classificação Combinada     | Classificação por Equipas | Prémio da Combatividade |
| ----- | ------------------ | --------------------------- | ------------------------ | ------------------------- | --------------------------- | ------------------------- | ----------------------- |
| 1     | Leopard-Trek       | Jakob Fuglsang              | sem premiação            | sem premiação             | sem premiação               | Leopard-Trek              | Fabian Cancellara       |
| 2     | Christopher Sutton | Daniele Bennati             | Christopher Sutton       | Paul Martens              | Jesús Rosendo               | Leopard-Trek              | Adam Hansen             |
| 3     | Pablo Lastras      | Pablo Lastras               | Pablo Lastras            | Pablo Lastras             | Pablo Lastras               | Movistar Team             | Sylvain Chavanel        |
| 4     | Daniel Moreno      | Sylvain Chavanel            | Pablo Lastras            | Daniel Moreno             | Daniel Moreno               | Team RadioShack           | Thomas Rohregger        |
| 5     | Joaquim Rodríguez  | Sylvain Chavanel            | Daniel Moreno            | Daniel Moreno             | Daniel Moreno               | Team RadioShack           | Michael Albasini        |
| 6     | Peter Sagan        | Sylvain Chavanel            | Joaquim Rodríguez        | Daniel Moreno             | Daniel Moreno               | Team RadioShack           | Martin Kohler           |
| 7     | Marcel Kittel      | Sylvain Chavanel            | Peter Sagan              | Daniel Moreno             | Daniel Moreno               | Team RadioShack           | Luis Ángel Maté         |
| 8     | Joaquim Rodríguez  | Joaquim Rodríguez           | Joaquim Rodríguez        | Daniel Moreno             | Daniel Moreno               | Team RadioShack           | Adrián Palomares        |
| 9     | Daniel Martin      | Bauke Mollema               | Joaquim Rodríguez        | Daniel Martin             | Bauke Mollema               | Geox-TMC                  | Sebastian Lang          |
| 10    | Tony Martin        | Chris Froome                | Joaquim Rodríguez        | Daniel Martin             | Bauke Mollema               | Leopard-Trek              | Tony Martin             |
| 11    | David Moncoutié    | Bradley Wiggins             | Joaquim Rodríguez        | Matteo Montaguti          | Bauke Mollema               | Team RadioShack           | Adrián Palomares        |
| 12    | Peter Sagan        | Bradley Wiggins             | Joaquim Rodríguez        | Matteo Montaguti          | Bauke Mollema               | Team RadioShack           | Adam Hansen             |
| 13    | Michael Albasini   | Bradley Wiggins             | Joaquim Rodríguez        | David Moncoutié           | Daniel Moreno               | Team RadioShack           | Amets Txurruka          |
| 14    | Rein Taaramäe      | Bradley Wiggins             | Joaquim Rodríguez        | David Moncoutié           | Bauke Mollema               | Geox-TMC                  | David de la Fuente      |
| 15    | Juan José Cobo     | Juan José Cobo              | Joaquim Rodríguez        | David Moncoutié           | Juan José Cobo              | Geox-TMC                  | Simon Geschke           |
| 16    | Juan José Haedo    | Juan José Cobo              | Joaquim Rodríguez        | David Moncoutié           | Juan José Cobo              | Geox-TMC                  | Jesús Rosendo           |
| 17    | Chris Froome       | Juan José Cobo              | Bauke Mollema            | David Moncoutié           | Juan José Cobo              | Geox-TMC                  | Johannes Fröhlinger     |
| 18    | Francesco Gavazzi  | Juan José Cobo              | Joaquim Rodríguez        | David Moncoutié           | Juan José Cobo              | Geox-TMC                  | Sérgio Paulinho         |
| 19    | Igor Antón         | Juan José Cobo              | Joaquim Rodríguez        | David Moncoutié           | Juan José Cobo              | Geox-TMC                  | Igor Antón              |
| 20    | Daniele Bennati    | Juan José Cobo              | Joaquim Rodríguez        | David Moncoutié           | Juan José Cobo              | Geox-TMC                  | Carlos Barredo          |
| 21    | Peter Sagan        | Juan José Cobo              | Bauke Mollema            | David Moncoutié           | Juan José Cobo              | Geox-TMC                  |                         |
| Final | Final              | Juan José Cobo Chris Froome | Bauke Mollema            | David Moncoutié           | Juan José Cobo Chris Froome | Geox-TMC                  | Adrián Palomares        |

- Juan José Cobo vestiu a camisa amarela da 15ª etapa ao final, mas perdeu sua vitória ao ser declarado culpado por doping. Durante estas etapas Chris Froome foi o 2º na classificação geral.